# Luna Ad Noctum
I Luna Ad Noctum sono un gruppo symphonic black metal polacco, formatosi a Wałbrzych nel 1998.

## Formazione
- Adrian Nefarious - basso, voce (1998-presente) (ex-Devilish Impressions)
- Dragor Born In Flames - batteria (1998-presente) (ex-Pagan Fire, ex-Devilish Impressions)
- Tomas Infamous - chitarra (1998-presente)
- Blasphemo-Abyssum Invocat - chitarra (2001-presente) (ex-Enter Chaos)

## Discografia

### Demo
- 2000 - Moonlit sanctum

### Album in studio
- 2002 - Dimness' Profound
- 2004 - Sempiternal Consecration
- 2006 - The Perfect Evil in Mortal
- 2013 - Hypnotic Inferno

### EP
- 2001 - Lunar Endless Temptation